# Pentacolossendeis reticulata
Pentacolossendeis reticulata är en havsspindelart som beskrevs av Hedgpeth, J.W. 1943. Pentacolossendeis reticulata ingår i släktet Pentacolossendeis och familjen Colossendeidae. Inga underarter finns listade i Catalogue of Life.